# Ла-Алькаррия
Ла-Алькаррия (исп. La Alcarria) — район (комарка) в Испании, входит в провинции Гвадалахара, Мадрид и Куэнка, в составе автономных сообществ Кастилия-Ла-Манча и Мадрид.

## Муниципалитеты
подробнее es:Anexo:Municipios de la comarca de La Alcarria (исп.)
1. Альмонасид-де-Сорита
2. Бриуэга
3. Кастехон
4. Сифуэнтес
5. Эскамилья
6. Гвадалахара
7. Ита
8. Уэльвес
9. Уэте
10. Ильяна
11. Хадраке
12. Виана-де-Мондехар
13. Пастрана
14. Пеньяльвер
15. Прьего
16. Саседон
17. Тендилья
18. Трильо
19. Вильяльба-дель-Рей
20. Романонес
21. Моратилья-де-лос-Мелерос
22. Арганда-дель-Рей
23. Лоэчес
24. Лос-Сантос-де-ла-Умоса
25. Вильяр-дель-Ольмо
26. Чинчон